# RPM (revista)
Records, Promotion, Music (o coneguda popularment com a RPM), va ser una revista setmanal canadenca especialitzada en informació sobre la indústria musical. La revista va ser fundada per Walt Grealis el febrer de 1964, subvencionada a través de les companyies discogràfiques propietàries de Stan Klees. RPM va cessar la seva publicació el novembre de 2000.
La revista va anar patint canvis i variacions en el títol com per exemple RPM Weekly i RPM Magazine. RPM mantenia diversos formats de llistes musicals incloent: Top Singles (tots els gèneres), Adult Contemporary, Dance, Urban, Rock/Alternative i Country Tracks (també coneguda com a Top Country Tracks) per la música country. El 21 de març de 1966, RPM va expandir la seva llista de Top Singles de 40 posicions a 100.

## The RPM Awards
Els moderns Premis Juno van tenir els seus orígens en una enquesta anual realitzada per RPM des del seu any de fundació. Es convidava als lectors de la revista a enviar per correu les butlletes d'enquesta per indicar les seves eleccions en diverses categories de persones o empreses.
L'enquesta Premis RPM es va transformar en una cerimònia formal de premis, The Gold Leaf Awards el 1970. Aquests es van convertir en els Premis Juno en els anys següents.